# Andre Owens
Andre Liroy Owens (Indianapolis, 31 ottobre 1980) è un ex cestista statunitense naturalizzato bulgaro, professionista nella NBA e in Europa.

## Palmarès
- Coppa di Bulgaria: 1

Academic Sofia: 2012